# Simon Bang
 Der er for få eller ingen kildehenvisninger i denne artikel, hvilket er et problem. Du kan hjælpe ved at angive troværdige kilder til de påstande, som fremføres i artiklen.

Simon Bang (født 27. november 1960 i Fensmark) er en dansk tegner/ billedkunstner, filminstruktør og storyboardtegner.
Bang er en billedskaber, der arbejder i mange forskellige medier. Han er især kendt for sine storyboards til en række nyere danske og internationale film, sine pladeomslag og bogillustrationer. Bang har arbejdet med grafisk design i film og tv-branchen samt visuel museumsformidling. Simon Bang har desuden arbejdet som filminstruktør de sidste 10 år, og siden 2018 har maleriet fået fornyet fokus.

## Privat
Simon Bang er søn af keramiker og billedhugger Jacob Bang (1932-2011) og Ulla Goth (1936). Hans farfar var keramiker og billedhugger Arne Bang (1901-1983) og hans morfar var kaptajn og skibsfører Knud Valdemar Goth (1893-1966).

## Uddannelse og udmærkelser
Allerede som lille dreng (4-5 år) lagde Simon Bang bemærkelsesværdige visuelle talenter for dagen. Fra han var 11 år, udførte han bestillingsopgaver (tegninger, maleri). I perioden 1975-78 modtog han tegneundervisning hos Willy Daugaard, Alfred Jensen og Palle Nielsen. Som 17-årig kom han ind på Skolen for Brugskunst, hvor han gik fra 1978-1981.
Simon Bang modtog et legat fra Statens humanistiske forskningsråd i 1980 og rejste til Maldiverne og Sri Lanka. Han vandt 1. præmie for bedste pladeomslag i 1983 (Sneakers) og vandt 1.præmie i plakatkonkurrence til Miles Davis første maleriudstilling samt koncert i Danmark i 1984 i forbindelse med overrækkelsen af Sonningprisen. Bang modtog Brygger Jacobsens mindelegat i 1990, samt arbejdslegat fra Statens kunstfond (film og scenekunst) i både 2014 og 2015. Simon Bang tildeltes 1. præmien i dagbladet Politikens tegnekonkurrence Urban Sketches 2015.

## Tidlig karriere: grafik, design og illustration
I 1980erne var Bang tilknyttet forlagsbranchen som omslagsdesigner og illustrator, samt musikbranchen som designer af promotionsplakater, pressekit og pladeomslag til bl.a. Moonjam (Tiden går på sommersko, 1984), Morten Lorentzen (Ulla, 1984), Sneakers (Katbeat, 1984), Nanna (Shibumi, 1985), Kim Larsen (Forklædt som voksen, 1986), og Sebastian (Skatteøen, 1986).
Simon Bang blev knyttet til DR som radioskilt grafiker. Opgaven var at give radioen en grafisk annonceringsplatform gennem fjernsynet. I 1984 udformer han illustration og design til Børnenes U-landskalender for DR med motiv fra Maldiverne. Da tv-monopolet brydes via den københavnske tv-station Kanal 2 (1984), deltager han som grafiker og tegner. Bang knyttes derefter til Per Holst Filmproduktion som rulletekstdesigner, storyboardtegner og designer af filmplakater. Simon Bang designer filmplakater til bl.a. Ballerup Boulevard (1986), Barndommens Gade (1986), Lad Isbjørnene danse (1990) og Fra hjertet til hånden (1994).
Simon Bang illustrerer Lene E. Hesels Dyrenes ABC (1998), skriver og illustrerer den Erotiske Kogebog (2001) og illustrerer adskillige kogebøger for Thomas Harder, bl.a. MAD OG MENNESKER fra Alperne til Sicilien (Samleren 2004) og hans bror Andreas Harder. I 2008 illustrerer Bang Den Store Tommelfinger og andre kunstværker for børn og deres voksne for Louisiana Museum for Moderne kunst. 
I 2008 udførte Simon Bang design og bemaling af to private jetfly Saxofly for ejerne af Saxobank Lars Seier Christensen og Kim Fournais. 
Simon Bangs grafik, tegning, plakatdesign og pladeomslag er repræsenteret på Designmuseum Danmark. Han er desuden tilknyttet Danmarks Designskole som gæstelærer. 

## Udstillinger, tegninger og maleri
Afsættet for Simon Bangs omfattende billedskabende virke er tegning og maleri. Bangs billedkunstneriske tegninger og malerier har bl.a. været vist på Rådhuset i Fensmark (1975), Holmegaards Glasværk (1975), Holmegaardsskolen (1976), Kunstindustrimuseet (1980), Odder Museum (1979), Galleri Knabro (1989), KE på Den Frie (1990), Nyborg Slot (1991), Randers Kunstmuseum (1992-93) Louisiana Museum for moderne kunst (2003/4). Siden 2018 har maleriet fået fornyet fokus med deltagelse på gruppeudstillingerne Remix #3, Remix #5 og soloudstillingen Den Gyldne By i Kunstmix på Østerbro 2018, samt udstillingen Paradisets Haver Oppefra - på sporet af barndommens land i Næstved Kunstforening 2019.
Bangs tegninger er både i de bundne opgaver og i billedkunstnerisk regi karakteriseret af en enkelhed i stregen. De oftest forekomne motiver er mennesketomme landskaber eller byscener, der synes nøgternt registreret. På trods af enkeltheden i stregen, indfanges stedets atmosfære, således at tegningerne bliver meget stemningsfulde, og leder tankerne hen på Guldaldermalerne. Bangs maleri er også præget af enkelthed i kompositionen, men her er det farverne, der er i centrum.
Simon Bang har bidraget med tekst til bogen om et af sine store forbilleder tegneren, grafikeren og arkitekten Ib Andersen (1907-1969) "Tegneren Ib Andersen" (2008) fra forlaget Vandkunsten.
Simon Bang har udført tre glasmosaikrelieffer til Fensmark Alderdomshjem (1977). Han er repræsenteret på Nyborg Slot og Randers Kunstmuseum samt i private samlinger.

## Storyboards
Simon Bang har siden 1987 tegnet storyboards til spillefilm, dokumentarfilm, reklamefilm og tv, både i Danmark og internationalt.
Bang har tegnet storyboards til filmene Pelle Erobreren (1987), Casanova (1990), Frøken Smillas fornemmelse for sne (1997), Lysets Hjerte (1998), Les Miserables (1998), Dykkerne (2000), The Intended (2002), En som Hodder (2003), Rembrandt (2003), Den som frykter ulven (2004), Oh Happy Day (2004), Fakiren fra Bilbao (2004), Adams æbler (2005), Tempelriddernes Skat I (2006) og II (2007), Arn – Tempelridderen (2007) og Riget ved vejens ende (2008), Flammen og Citronen (2008), Mænd der hader kvinder (2008), Fri os fra det onde (2009), Superbror (2009), Ved Verdens ende (2009), Over gaden under vandet (2009), Alting bliver godt igen (2010), Superclásico (2011), Hvidsten gruppen (2012), Nobels testamente (2012) og Night Train to Lisbon (2013).
Bang har desuden tegnet storyboards til kort- og dokumentarfilmene Sofies hjerte (2001), Gråvejr (2001) og Blekingegadebanden (2009).
Herudover har Bang tegnet storyboards til bl.a. tv-serierne Taxa (1997), Den 5. Kvinde (2002), Ørnen: En krimi-odyssé (2004), Wallander: Mastermind (2005), Wallander (2008), Forbrydelsen III (2012) og 1864 (2013).

## Film
Simon Bang producerede og instruerede i 2013 dokumentarfilmen Angrebet på Shellhuset sammen med instruktør, journalist og forfatter Martin Sundstrøm. Filmen er baseret på et 3 dages interview med pilot og chefnavigatør Edward Sismore, som både var med til at planlægge angrebet på Gestapos hovedkvarter i København d. 21. marts 1945, og desuden selv deltog i selve angrebet. Filmen beskriver planlægningen og selve angrebet, og den katastrofale fejlbombning af Den Franske Skole på Frederiksberg. Vidner der både så Shellhuset blive bombet bl.a. filminstruktør Henning Carlsen, og udvalgte børn fra Den Franske Skole, beretter i filmen om deres oplevelser. Filmen er opbygget med vidneinterviews, autentiske arkivoptagelser, samt specielle trickoptagelser til en enkel scene, hvor Sismore indgår sammen med en modeludgave af Mosquito-flyet som han udførte angrebet med. Filmen havde premiere på DR K den 9. december 2013 og har siden været vist flere gange på DR. Filmen er produceret af Starboard Film og Mirabelle Film i samarbejde med DR. Filmen fik en positiv modtagelse i pressen.
Simon Bang var medlem af den arbejdende bestyrelse, der grundlagde Den Europæiske Filmhøjskole i Ebeltoft (1993). Han er gæstelærer ved Den Danske Filmskole.

## Billeder
- Simon Bang, "Trafikdræbt hare", 1977.
- Simon Bang, pladecover for Sneakers' "Katbeat", 1984.
- Plakat af Simon Bang, vedr. overrækkelsen af Sonningprisen til Miles Davis, 1984.
- Simon Bang, "Knippelsbro", 2015. Vindertegningen i tegnekonkurrencen "Urban Sketches", 2015.
- Simon Bang, "Skumring", 1977.
- Simon Bang, "Broen er oppe", 1996.
- En storyboardtegning af Simon Bang til filmen "Arn", 2007.